# Vzhůru do oblak
Vzhůru do oblak (v anglickém originále Up) je animovaný film produkovaný v Pixar Animation Studios. Film měl premiéru v roce 2009 při zahájení Festivalu v Cannes, jako první animovaný film vůbec. Celosvětově měl premiéru 29. května a 2009. Pro české diváky film přeložil Vojtěch Kostiha a dabing zrežíroval Vojtěch Kotek.

## Charakteristika
Jedná se o druhý celovečerní film režiséra Petea Doctera (po Příšerky s.r.o.). Hlasy postaviček v originále namluvili herci jako Ed Asner, Christopher Plummer, Bob Peterson a Jordan Nagai. Příběh vypráví o podivném stařečkovi a zaníceném skautovi, který letí do Jižní Ameriky v domě připevněném na balonech naplněných héliem. Film obdržel velmi pozitivní kritiky a podle tohoto filmu byla později vytvořena stejnojmenná počítačová hra. V roce 2009 byl nominován na Oscara 2010 v pěti kategoriích za nejlepší hudbu, nejlepší animovaný film, nejlepší film roku, nejlepší původní scénář a střih zvukových efektů. Obdržel dvě z nich a to za hudbu a nejlepší animovaný film roku.